# Donegal (Pennsilvània)
Donegal és una població dels Estats Units a l'estat de Pennsilvània. Segons el cens del 2000 tenia 165 habitants.

## Demografia
Segons el cens del 2000, Donegal tenia 165 habitants, 72 habitatges, i 47 famílies. La densitat de població era de 199,1 habitants per quilòmetre quadrat.
Dels 72 habitatges en un 26,4% hi vivien nens de menys de 18 anys, en un 54,2% hi vivien parelles casades, en un 9,7% dones solteres, i en un 34,7% no eren unitats familiars. En el 29,2% dels habitatges hi vivien persones soles el 9,7% de les quals corresponia a persones de 65 anys o més que vivien soles. El nombre mitjà de persones vivint en cada habitatge era de 2,29 i el nombre mitjà de persones que vivien en cada família era de 2,83.
Per edats la població es repartia de la següent manera: un 21,8% tenia menys de 18 anys, un 10,3% entre 18 i 24, un 24,8% entre 25 i 44, un 27,3% de 45 a 60 i un 15,8% 65 anys o més.
L'edat mediana era de 41 anys. Per cada 100 dones de 18 o més anys hi havia 81,7 homes.
La renda mediana per habitatge era de 23.875 $ i la renda mediana per família de 25.417 $. Els homes tenien una renda mediana de 32.000 $ mentre que les dones 13.958 $. La renda per capita de la població era de 12.656 $. Entorn del 21,1% de les famílies i el 20% de la població estaven per davall del llindar de pobresa.

## Poblacions més properes
El següent diagrama mostra les poblacions més properes.